# Hypochrysops chrysonotus
Hypochrysops chrysonotus is een vlinder uit de familie van de Lycaenidae. De wetenschappelijke naam van de soort is voor het eerst geldig gepubliceerd in 1899 door Grose-Smith.